# 涿鹿观音寺
涿鹿观音寺，位于中国河北省张家口市城关北，为张家口市涿鹿县的一个省级文物保护单位，类型为古建筑，公布时间为2001年2月7日。
涿鹿观音寺的历史年代为明代。